# Primula frondosa
Primula frondosa är en viveväxtart. Primula frondosa ingår i släktet vivor, och familjen viveväxter.

## Underarter
Arten delas in i följande underarter:
- P. f. exigua
- P. f. frondosa

## Bildgalleri

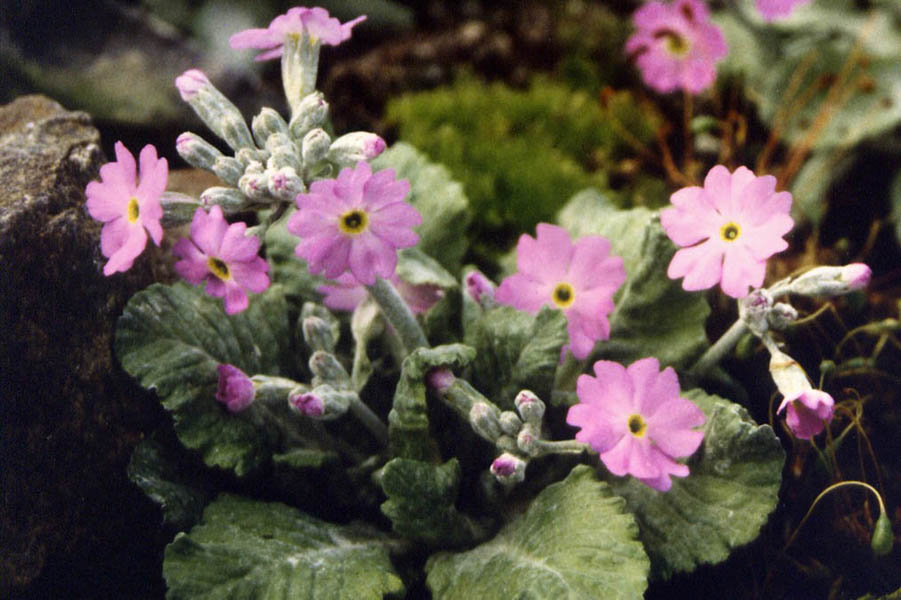
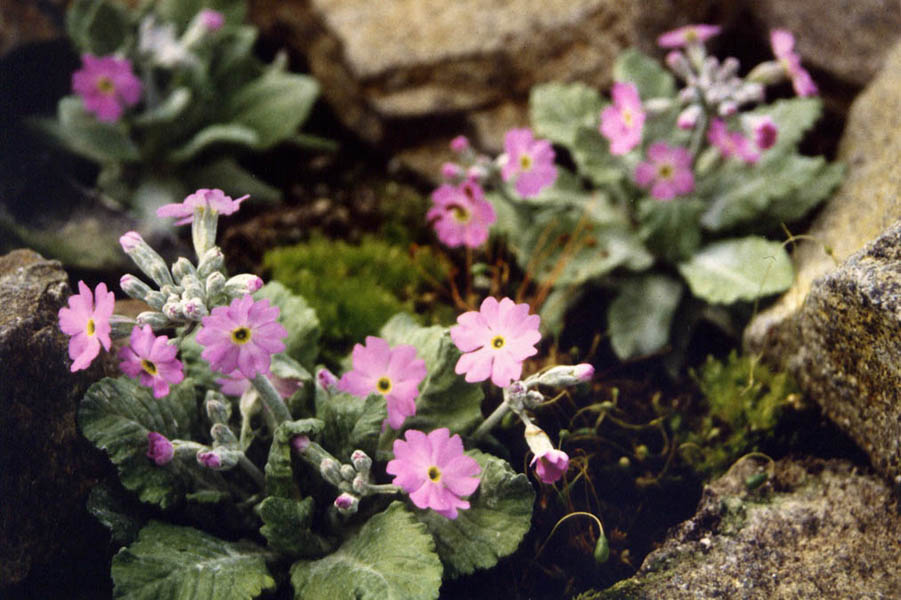
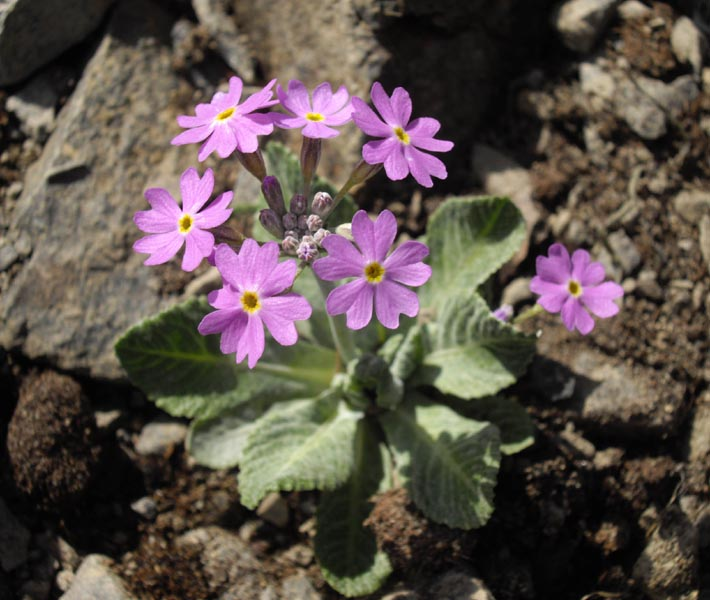